# Tom in Jerry: Hitra in kosmata
Tom in Jerry: Hitra in kosmata je ameriški animirani akcijsko-pustolovski dirkalni komedijski film iz leta 2005, ki ga je napisal in režiral Bill Kopp ter temelji na mačku Tomu in mišku Jerryju. 
Film je bil izdan 3. septembra 2005 ter kmalu zatem tudi izdan na VHS in DVD 11. oktobra 2005 ter na Blu-ray 5. aprila 2011.

## Vsebina
Toma in Jerryja Tomov lastnik vrže iz njune hiše, potem ko jo uničita med enim svojih običajnih pregonov. Ko vidita oglas za resničnostno dirkalno oddajo »Fabulous Super Race«, izdelata svoja vozila na odlagališču smeti, preden se odpravita v studio Globwobbler v Hollywoodu v Kaliforniji in se prijavita na dirko. 
Drugi tekmovalci v vrsti vključujejo starejšo babico in njenega ljubljenčka Squirtyja;  temni gospodar in cvetličar Gorthan; superzvezda Steed Dirkly; mati samohranilka štirih otrok;  in znanstvenik dr. profesor, slednji se je izločil pred dirko, potem ko se njegovo vozilo pomotoma pokvari.  
Dirka se začne v Hollywoodu, kjer babica zgodaj prevzame vodstvo, vendar jo Steed prehiti pozneje med dirko. Ob prihodu tekmovalcev na cilj v Mehiki se Jacques "J.W."  Wren odloči razširiti dirko v džunglo zaradi velike priljubljenosti v javnosti.
Med dirko skozi džunglo Tom zamenja znak, ki označuje cesto, po kateri morajo iti tekmovalci, v upanju, da bo Jerryja izločil. Vendar pa njegova taktika povzroči izločitev mame samohranilke, ko njen avto obtiči v živem pesku. Obvesti Jerryja, po kateri poti naj nadaljuje tekmo, in mu omogoči nadaljevanje dirke. Steed znova zmaga, medtem ko mu babica sledi na drugem mestu, toda J.W. zaradi visoke gledanosti še naprej želi nadaljevati dirko. Naslednja etapa dirke se začne na Antarktiki, dirkači pa morajo svoja vozila predelati za čezoceanska potovanja. 
Na poti na Antarktiko se Steedovo vozilo potopi, kar povzroči njegovo izločitev, preden se zaljubi v morsko deklico na otoku, ki je pravzaprav morska pošast in z njim hrani svoje potomce. Prvi tekmovalec, ki doseže Antarktiko, je Gorthan, prav tako izločen, potem ko sta ga voditelja Biff Buzzard in Buzz Blister povesta, da poliže kovinski drog. Ostane z vozilom na ledeni gori, medtem ko se trudi osvoboditi svoj jezik.
Ko prispejo Tom, Jerry in babica, je babica izločena, ko njo in Squirtyja pomotoma pogoltne kit, zahvaljujoč Tomovim načrtom. J.W. nato obvesti gostitelje, da bodo morali tekmovalci znova predelati svoja vozila za podvodno potovanje v Avstralijo. Med dirkanjem pod vodo se Tom sooča s težavami. Tjulnji napadejo njegov avto, njegov ribji sok pa pritegne morske pse in ga na koncu odstrani, ko se zaleti v betonski blok in ga zadene sidro. 
Po prihodu v Avstralijo Jerry nadaljuje dirko po državi do Bornea, kjer je bila ciljna črta prerazporejena. Babica in Squirty se vrneta v dirko, ko ju kit izpljune. Tudi Tom se vrne, potem ko ga J.W.-jev pomočnik Irving reši po J.W.-jevih ukazih in preseka Avstralijo na pol, da pride v vodstvo, preden ga kenguru izloči zaradi tega, kar je storil.
Naslednja etapa dirke vključuje dirkače, ki spremenijo svoja vozila z baloni za letalski prevoz na Borneo. Med etapo Tom nenamerno poči babičine balone, medtem ko poskuša napasti Jerryja, kar povzroči, da je babica ponovno izločena, ko ona in Squirty umreta, ko se prepirata zaradi nečesa, kar sta mislila, da je padalo. J.W. nato napove pravo zadnjo etapo dirke, ki bo vključevala potovanje nazaj v Hollywood z reaktivnimi letali v samo petih minutah, saj dirka traja predolgo. 
Zato Tom in Jerry vseeno nadaljujeta in dirkata skozi Azijo, Evropo, Atlantik in ZDA ter pri tem poškodujeta številne spomenike, kot sta Kitajski zid in katedrala svetega Vasilija. Njihova letala se poškodujejo in uničujočo tik pred ciljno črto, Tom in Jerry pa dirko končata neodločeno.
Čeprav sta oba tehnično zmagala, je J.W. trdi, da bi moral v skladu s pogodbo, če bi prišlo do neodločenega izenačenja, izenačenje potekati skozi drugi del dirke. Ker ne želita znova iti skozi celotno preizkušnjo, ga Tom in Jerry napadeta in zasežeta ključe dvorca, preden odideta. Jezen in razburjen, J.W. nato izjavi, da Hollywood predstavlja družinsko zabavo. Zdi se, da bo faraonu podoben predsednik Hollywooda odstranil J.W. zaradi neprimernega razmišljanja, Irving pa postane novi vodja studia Globwobbler.   
Pozneje si Tom in Jerry za trenutek mirno delita svoj novi dvorec, dokler se ne pojavi Tomov lastnik in se preseli v dvorec kot odškodnina za uničenje njenega starega dvorca. Takoj naroči Tomu, naj ujame Jerryja, potem ko slednjega opazi, s čimer ponovno pride do novega spopada.  

## Vloge
- Bill Kopp – Tom in Jerry ter Frank
- John DiMaggio – J.W. Globwobbler in buldog Spike
- Charlie Adler – Babica
- Jeff Bennett – Steed Dirkly in TV napovedovalec
- Jess Harnell – Buzz Blister in filmski režiser
- Tom Kenny – Gorthan Uničevalec in Whale
- Tress MacNeille – Mallory "Nogometna mama" McDoogle, Lokalna punca in Tomova lastnica
- Rob Paulsen – Irving in Dave
- Billy West – Biff Buzzard, predsednik Hollywooda in Squirty
- J. Grant Albrecht – klovn in varnostnik
- Thom Pinto – računalniški glas in varnostnik
- Neil Ross – dr. profesor in direktor

## Kritike
Renee Schonfeld iz Common Sense Media je film ocenila z dvema zvezdicam od štirih, ter dejala: "V nasprotju z nekaterimi duhovitimi prevarami, v katerih sta bila vpletena Tom in Jerry, je ta bolj neumen in bolj neposredno posvečen vznemirjenju in opustošenju."